# 悔悛する聖ヒエロニムス (ヴェロネーゼ)

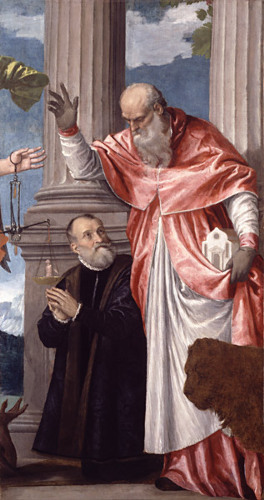
パオロ・ヴェロネーゼ『聖ヒエロニムス とヒエロニムス・ペトロベリ』1563年頃 ダリッジ・ピクチャー・ギャラリー所蔵
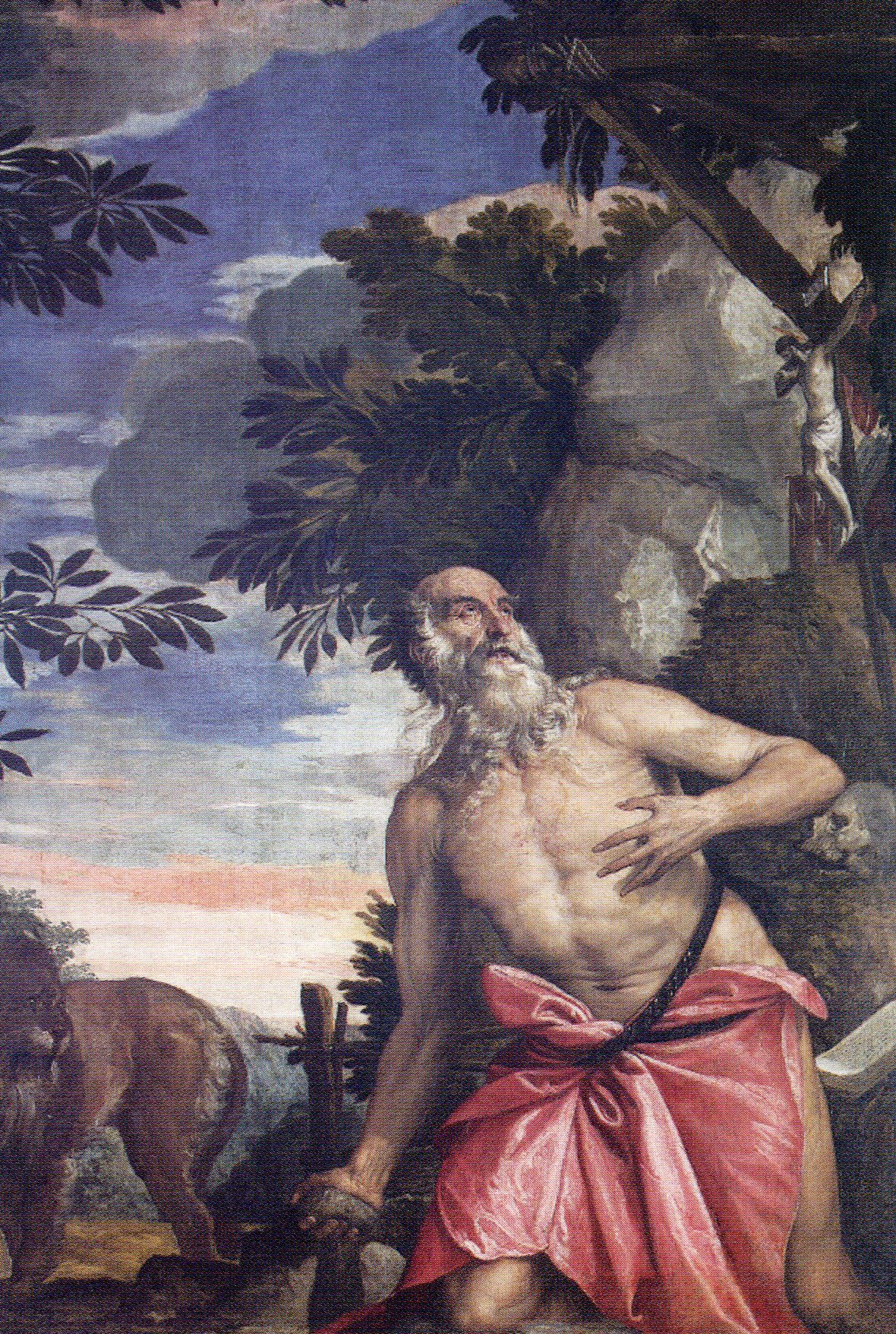
パオロ・ヴェロネーゼ『荒野の聖ヒエロニムス』1566年-1567年頃 サン・ピエトロ・マルティーレ教会所蔵
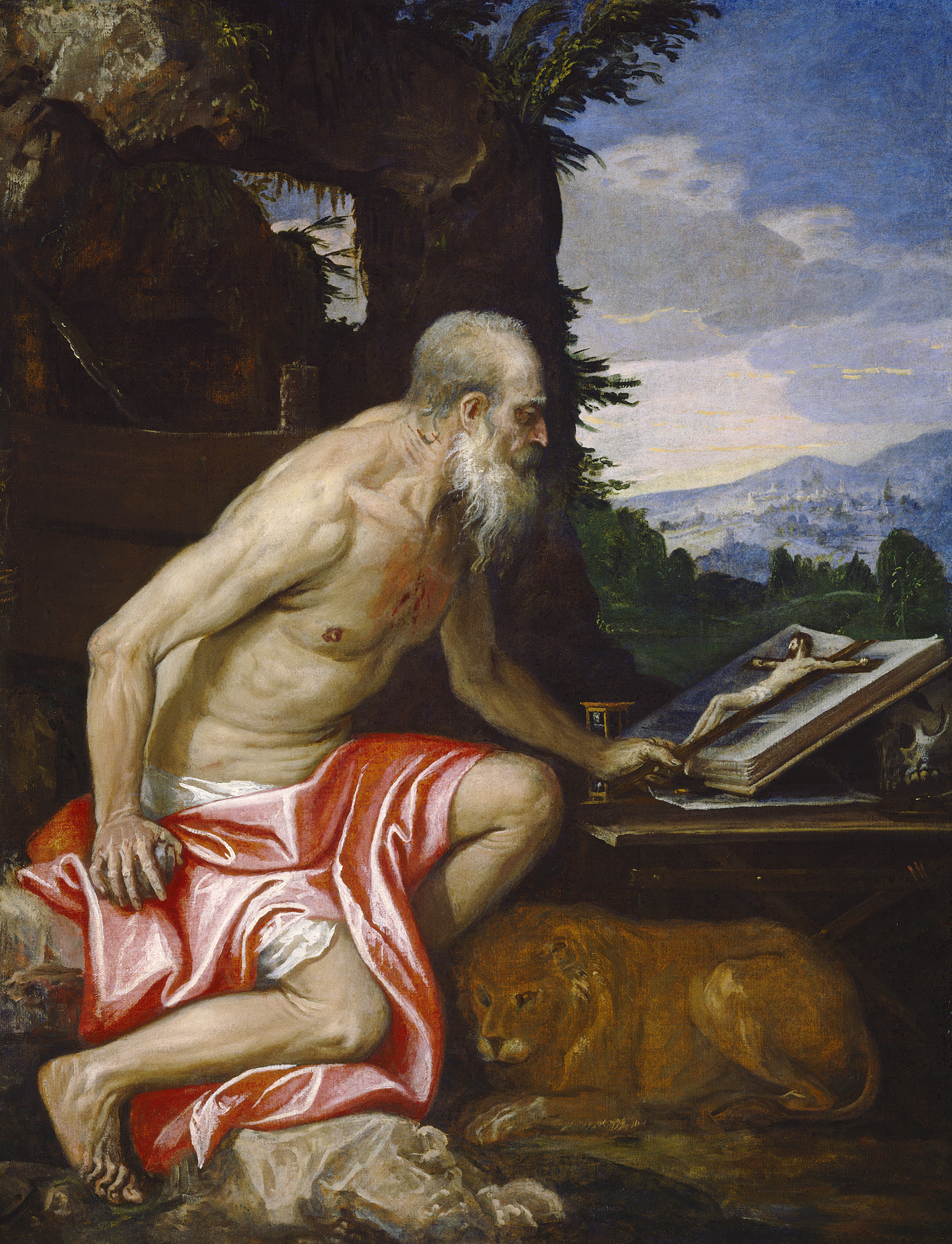
工房作『荒野の聖ヒエロニムス』1575年-1585年頃 ナショナル・ギャラリー・オブ・アート所蔵

『悔悛する聖ヒエロニムス』（かいしゅんするせいヒエロニムス、伊: San Girolamo penitente, 英: Saint Jerome Penitent）は、ルネサンス期のイタリアのヴェネツィア派の画家パオロ・ヴェロネーゼが1580年頃に制作した宗教画である。油彩。キリスト教の聖人である聖ヒエロニムスを主題としている。ヤコポ・バッサーノの影響をうかがうことができる晩年の作品で、もともとはヴェネツィアのサンタンドレア・デッラ・ジラーダ教会の祭壇画として制作された。現在は同じくヴェネツィアのアカデミア美術館に寄託されている。また多くの異なるバージョンが各地の美術館に所蔵されている。

## 主題
聖ヒエロニムスは聖書をラテン語に翻訳したと伝えられる4世紀の聖職者であり神学者である。聖ヒエロニムスは伝説によるとシリアの砂漠で隠者として暮らし、厳しい禁欲的生活を送った。彼は強い性的幻覚に何度も襲われるたびに何度も胸を石で打った。さらによく知られている伝説では、聖ヒエロニムスはあるとき傷ついて足を引きずっているライオンと出会った。彼がライオンの足から棘を取り除いて傷の手当てをすると、ライオンは友となってともに暮らしたと言われる。

## 作品
いかにも田舎というような鄙びた風景の中に建てられた粗末な小屋掛けの中で悔悛する聖ヒエロニムスを描いている。聖人は腰に赤い布だけを巻き、机に置かれた十字架の上のイエス・キリストを赤く腫らした目で一心に見つめている。右手には血の付着した石が握られている。聖人の胸が傷ついて赤くなっていることから、石で何度も胸を打った後なのだと分かる。十字架のそばにはペン、インク、紙といった筆記道具が置かれ、棚や、十字架の後ろ、机の下には書物が積まれている。棚には書物とともに現世の儚さの象徴である砂時計が置かれ、机の下には人の頭蓋骨が転がっている。そばの木の柱には赤い枢機卿の帽子が掛けられ、足元には聖人に助けられたライオンが寝そべっている。ペン、インク、書物、枢機卿の帽子、ライオン、砂時計、頭蓋骨といったものはいずれも聖ヒエロニムスの典型的なアトリビュートである。遠景には聖堂らしき建築物とオベリスクが見える。
聖ヒエロニムスの悔悛はマグダラのマリアや聖ペテロなどの聖人の悔悛とともに、カトリックが伝統的教義の再確認と改革を行った対抗宗教改革の時代に好まれた主題である。十字架を見つめる聖ヒエロニムスの姿にはヴェロネーゼの後期作品に特徴的な深い宗教性を見ることができる。また救済が瞑想と禁欲の困難な生活を通してのみ得られるという考えは、永遠を象徴する教会とオベリスクの見える到達することが困難な高原と、低木に覆われた岩だらけの厳しい風景の図像によって強調されている。
本作品はヴェロネーゼの複数知られている同主題の絵画のうち最も優れた作品である。ヴェロネーゼの最も有名な裸体表現の1つで、作品の品質は非常に高く、これまでヴェロネーゼの作品であることが疑問視されたことはない。発注主や制作経緯、制作年代を示唆する史料は残されていないが、同じヴェネツィア派の画家ヤコポ・バッサーノの影響をうかがわせる沈んだ色調の風景描写や荒い筆遣いから、晩年の1580年頃の作品と考えられている。

## 来歴
祭壇画は1648年にカルロ・リドルフィによってサンタンドレア・デッラ・ジラーダ教会にあったことが記録されており、1971年まで同教会に置かれていた。この教会は第二次世界大戦中にほとんど放棄され、彫刻家ジョヴァンニ・アリコ（Giovanni Aricò）が工房として使用していた。その間に祭壇画はカビの影響を強く受けており、1971年に撤去され、セーブ・ヴェネツィアの一般基金により1988年に修復された。修復作業はヴェネツィア美術監督局（Superintendency of Fine Arts of Venice）のアンナリサ・ペリッサ＝トッリーニ（Annalisa Perissa-Torrini）の指導の下で修復家フェルッチョ・ヴォルピン（Ferruccio Volpin）によって行われた。修復後、アカデミア美術館に寄託された。

## ギャラリー
聖ヒエロニムスを描いた他のヴェロネーゼ作品
- パオロ・ヴェロネーゼ『聖ヒエロニムス とヒエロニムス・ペトロベリ』1563年頃 ダリッジ・ピクチャー・ギャラリー所蔵[12]
- パオロ・ヴェロネーゼ『荒野の聖ヒエロニムス』1566年-1567年頃 サン・ピエトロ・マルティーレ教会（英語版）所蔵
- 工房作『荒野の聖ヒエロニムス』1575年-1585年頃 ナショナル・ギャラリー・オブ・アート所蔵[7]

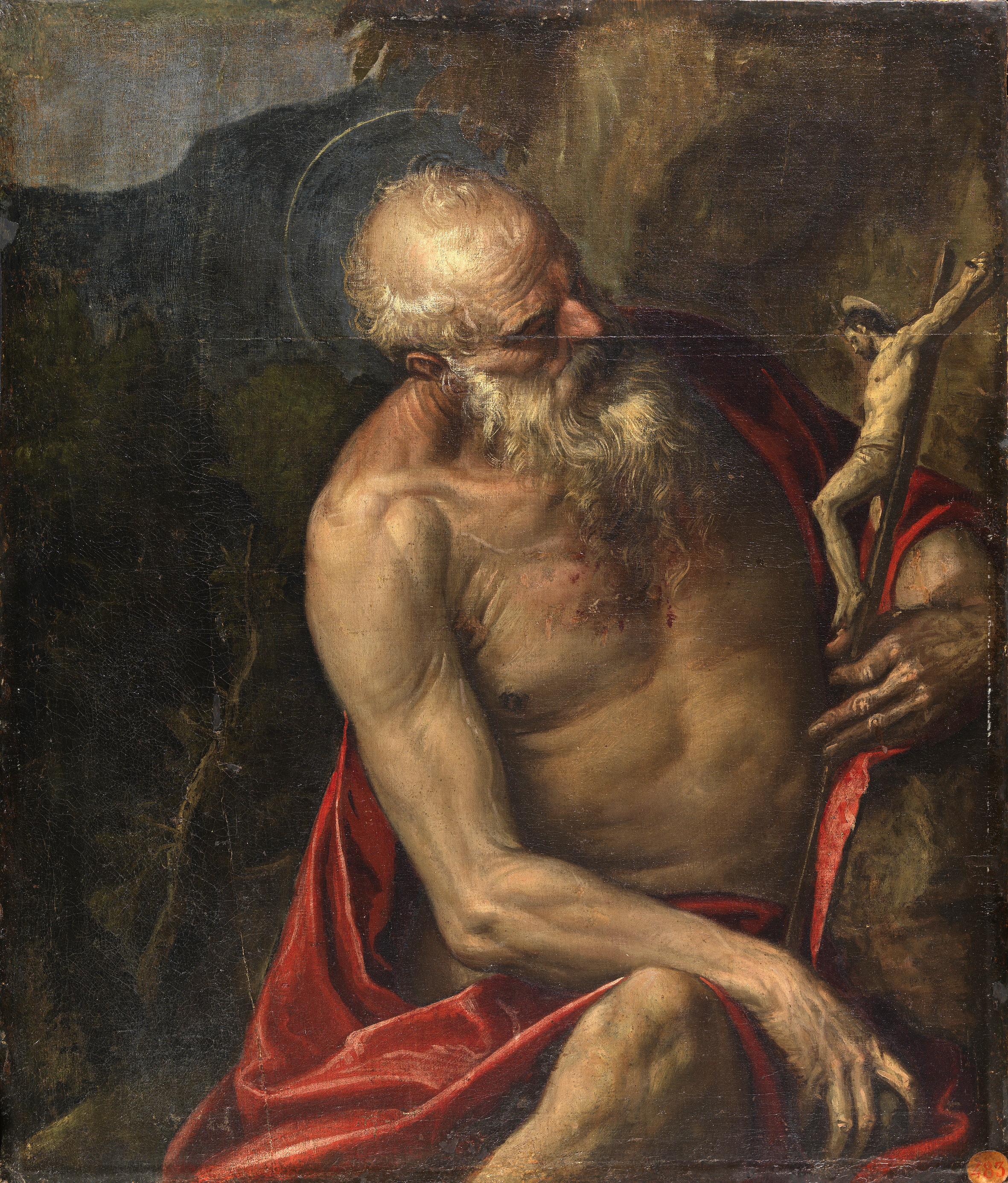
ヴェロネーゼと工房『瞑想する聖ヒエロニムス』1585年頃 プラド美術館所蔵
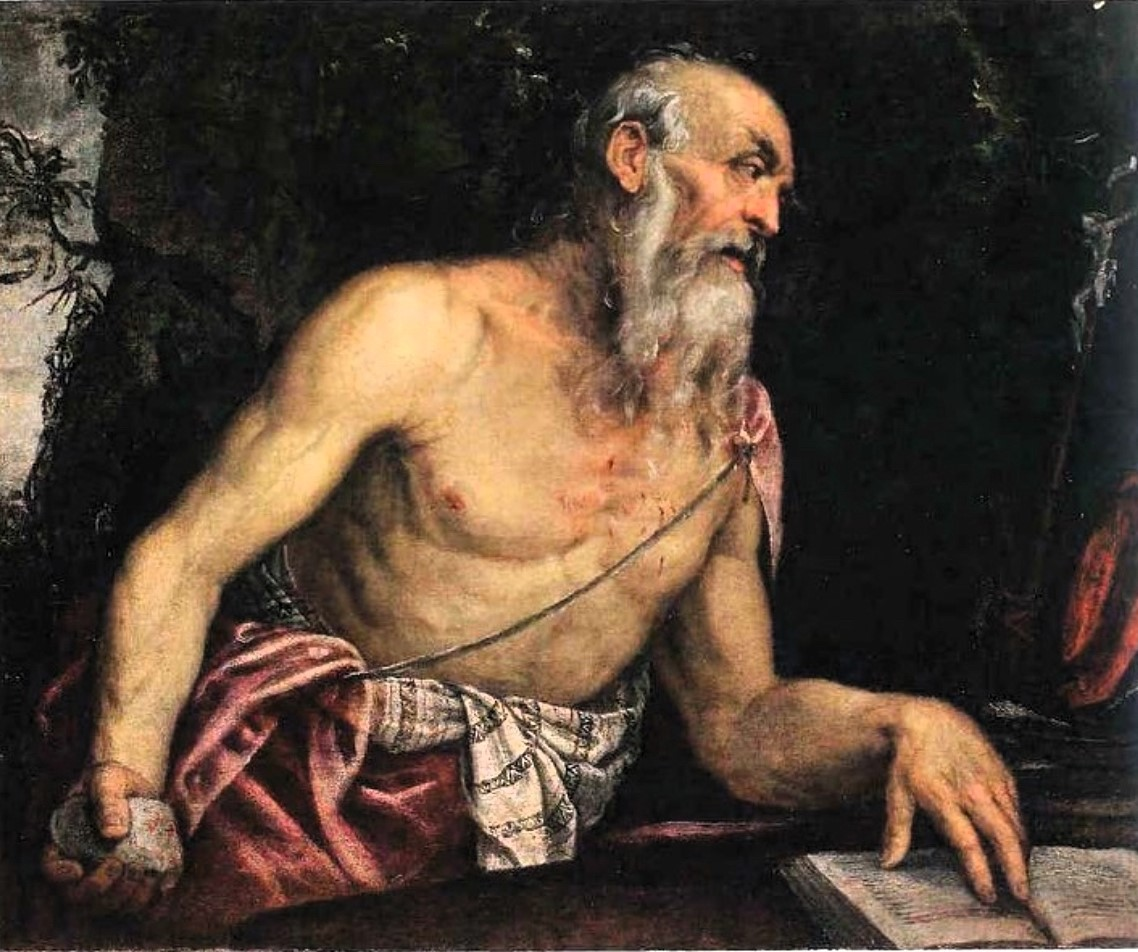
パオロ・ヴェロネーゼ『悔悛する聖ヒエロニムス』マラスピーナ絵画館（イタリア語版）所蔵
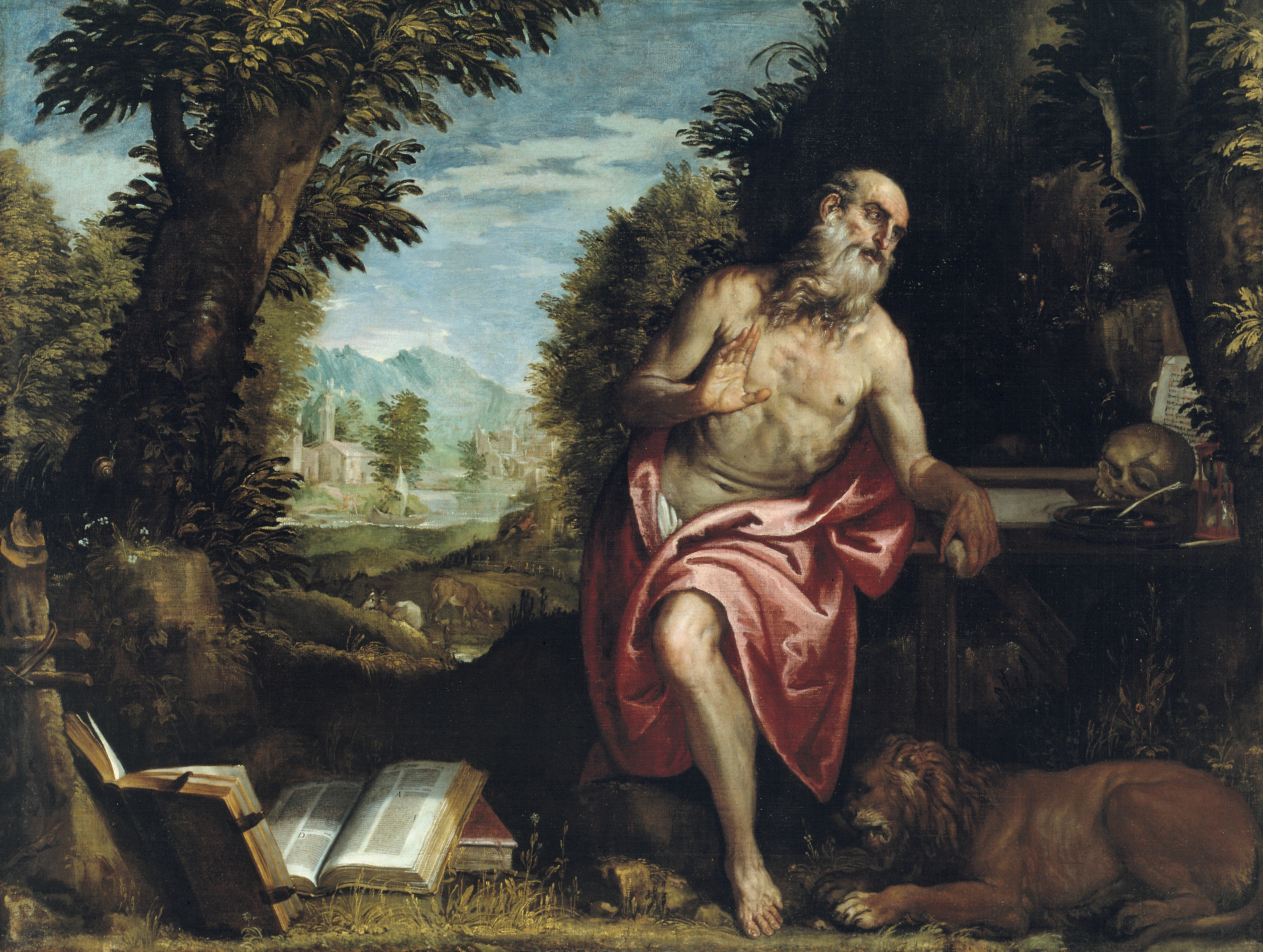
工房作『荒野の聖ヒエロニムス』1580年-1590年頃 シカゴ美術館所蔵